# Piccadilly Jim (film fra 1919)
Piccadilly Jim er en amerikansk stumfilm fra 1919 af Wesley Ruggles.

## Medvirkende
- Owen Moore som James Braithwaite Crocker
- Zena Keefe som Anne Chester
- George Bunny som Bingley Crocker
- William T. Hayes som Peter Pett
- Dora Mills Adams